# 安德雷·比凯伊
安德雷·比基-阿穆古（法語：André Bikey-Amougou，1985年1月8日—）是一名喀麥隆職業足球員，擔任中堅。

## 生平
比基出身於西甲球會，當時年僅15歲，惟未能晉身一隊，比基轉往葡萄牙發展，加盟費利拿，亦不如意。比基轉戰俄羅斯，轉投辛歷克（Shinnik Yaroslavl）。2005年7月1日獲俄超勁旅莫斯科火車頭青睞羅致旗下，但常常遭到對賽球隊球迷的種族攻擊。於2006年夏季跟隨英超球會雷丁到瑞典進行季前熱身賽作試訓，於8月11日獲得雷丁一年外借合約，並有優先收購權。2007年4月24日正式加盟雷丁，轉會費超越100萬英鎊，簽約直到2010年。
2009年雷丁與般尼進行升級附加賽準決賽，5月9日首回合作客，下半場83分鐘比基於禁區內拉衫被罰十二碼，格拉汉姆·亚历山大（Graham Alexander）射入領先1-0；而他更於完場前蓄意侵犯（Robbie Blake）被球證直接出示紅牌驅逐離場，惟比基不服判決，脫下球衣拋在地上抗議，賽後被罰停賽4場，缺席主場0-2落敗的次回合比賽。
2009年8月18日已升級英超的般尼向雷丁收購比基，轉會費沒有透露，簽約三年。2012年3月22日比基被外借到另一支英冠球隊布里斯托城30天。

## 外部連結
- André Bikey profile at readingfc.co.uk
- 足球数据库：比基的球员统计数据